# Aéroport d'Umeå
L'Aéroport d'Umeå (en suédois : Umeå Airport) est un aéroport situé à 5,4 km du centre d'Umeå, en Suède.

## Situation

### Carte des aéroports de Suède
| \| 50 km1:2 974 000 \| Montagnes · Sälen Ängelholm–Helsingborg Åre Östersund Arvidsjaur Borlänge Gällivare Göteborg-Landvetter Hagfors Halmstad Hemavan Tärnaby Jönköping Kalmar Karlstad Kiruna Kramfors-Sollefteå Linköping Luleå Lycksele Malmö Mora-Siljan Norrköping Örnsköldsvik Örebro Pajala Ronneby Skellefteå Stockholm-Arlanda Stockholm-Bromma Stockholm-Skavsta Stockholm-Västerås Sundsvall-Timrå Sveg Torsby Trollhättan–Vänersborg Umeå Växjö Vilhelmina Visby |
| 50 km1:2 974 000 |

## Statistiques
Pour des raisons techniques, il est temporairement impossible d'afficher le graphique qui aurait dû être présenté ici.

Voir la requête brute et les sources sur Wikidata.

## Compagnies aériennes et destinations
| Compagnies                      | Destinations                               |
| ------------------------------- | ------------------------------------------ |
| BRA Braathens Regional Airlines | Stockholm-Bromma                           |
| Jonair                          | Åre Östersund                              |
| Norwegian Air Shuttle           | Stockholm-Arlanda                          |
| Scandinavian Airlines           | Stockholm-Arlanda                          |
| TUI fly Nordic                  | En saison charter: Las Palmas/Gran Canaria |

Édité le 04/03/2019  Actualisé le 27/02/2023